# HC Aschersleben
El HC Aschersleben es un equipo de balonmano de esta localidad alemana en Sajonia-Anhalt. Actualmente milita en la Liga de la región Este de la 3. Liga.

## Temporadas del HC Aschersleben
| Temp.   | Liga                                 | Pos. | Partidos | Goles      | Dif.  | Puntos  |
| ------- | ------------------------------------ | ---- | -------- | ---------- | ----- | ------- |
| 2006/07 | Handball-Regionalliga Norte 2006/07  | 16.  | 32       | 963 : 1051 | − 88  | 15 : 49 |
| 2007/08 | Oberliga Sachsen-Anhalt              | 1.   | 24       | 949 : 762  | + 187 | 46 : 6  |
| 2008/09 | Handball-Regionalliga Norte 2008/09  | 5.   | 30       | 943 : 933  | + 10  | 38 : 22 |
| 2009/10 | Handball-Regionalliga Norte 2009/10  | 1.   | 30       | 933 : 881  | + 52  | 42 : 18 |
| 2010/11 | 2. Handball-Bundesliga Norte 2010/11 | 17.  | 32       | 860 : 1058 | - 198 | 5 : 59  |
| 2011/12 | 3. Liga Este 2011/12                 | 13.  | 30       | 857 : 887  | - 30  | 23 : 37 |